# Sylvaine Hélary
Sylvaine Hélary (* um 1985 in Toulouse) ist eine französische Flötistin, die auch als Jazzmusikerin (Querflöten, Gesang, Komposition) hervorgetreten ist.

## Leben und Wirken
Hélary spielte nach dem klassischen Studium in Toulouse und Paris ein Jahr bei den Münchner Symphonikern und anschließend im Concertgebouw-Orchester Amsterdam. Seit Oktober 2007 wirkte sie als zweite Flötistin im Orchester von Oviedo.
Daneben war Hélary zwischen 2000 und 2006 Mitglied der Band Martine à la Plage. Seit 2004 war sie in der französischen, aber auch in der deutschen Jazzszene u. a. mit Didier Levallet, Denis Colin und im Surnatural Orchestra, in den Bands Monio Mania, Healing Unit, Eve Risser White Desert Orchestra und Das Rote Gras. 2015 legte sie unter eigenem Namen das Doppelalbum Spring Roll/Printemps (Ayler Records) vor, an dem u. a. Hugues Mayot, Julien Boudart, Sylvain Lemêtre und der Blogger Aalam Wassef mitwirkten. Während der erste Teil ein „Hybrid aus Theater, Musik, Klangpoesie und politischem Manifest“ (in Bezug auf den Arabischen Frühling in Ägypten) ist, bildet der instrumentale zweite Teil „eine musikalische Spiegelung dessen und Erweiterung“. Hélary trat u. a. auch mit Michel Edelin und Kris Davis auf. Mit dem Orchestre National de Jazz trat sie 2013 in dessen Piazzolla-Programm auf. Daneben arbeitete sie als Studiomusikerin. Mit dem Saxophonisten Robin Fincker bildete sie das Duo Bize. Seit 2025 leitet sie das Orchestre National de Jazz.

## Diskographische Hinweise
- Das Rote Gras: Zipotam (Meta Records, 2010), mit Adeline Salles, Daniel Glatzel, Mathias Götz, Karsten Hochapfel, Benny Schäfer, Gabriel Hahn
- Trio (Opaque, 2011), mit Antonin Rayon, Emmanuel Scarpa, Julien Boudard, Aalam Wassef
- Healing Unit: Messing Around (Petit Label, 2016), mit Arnaud Sacase, Benoist Raffin, Paul Wacrenier, Xavier Bornens[10]
- Orca Noise Unit: A Beginner's Guide to Diving and Flying (Yolk 2018), mit Jozef Dumoulin, Antonin-Tri Hoang, Bruno Chevillon, Toma Gouband
- Glowing Life (Ayler Records, 2020), mit Antonin Rayon, Benjamin Glibert, Christophe Lavergne
- Vies Scintillantes (2021) dto.